# Atletica leggera ai Giochi della XXIX Olimpiade - Decathlon
Ai Giochi della XXIX Olimpiade, tenutisi a Pechino nel 2008, il Decathlon si è svolto nelle giornate del 21 e 22 agosto presso lo Stadio nazionale di Pechino.

## Presenze ed assenze dei campioni in carica
| Competizione         | Atleta           | Prestazione | Pechino 2008 |
| -------------------- | ---------------- | ----------- | ------------ |
| Olimpiadi 2004       | Roman Šebrle     | 8 893 p.    | Presente     |
| Commonwealth 2006    | Dean Macey       | 8 143 p.    | Assente      |
| Europei 2006         | Roman Šebrle     | 8 526 p.    | Presente     |
| Asiatici 2006        | Dmitrij Karpov   | 8 384 p.    | Presente     |
| Panamericani 2007    | Maurice Smith    | 8 278 p.    | Presente     |
| Mondiali 2007        | Roman Šebrle     | 8 676 p.    | Presente     |
|                      |                  |             |              |
| Mondiali junior 2004 | Andrėj Kraŭčanka | 8 126 p.    | Presente     |

## Gara
| Primatista mondiale   | 9.026 | Roman Šebrle | Presente |
| Primatista stagionale | 8.832 | Bryan Clay   | Presente |

1. ↑  Record stabilito nel 2001.

Clay corre in 10"44 sui 100 metri sotto una pioggia torrenziale. L'americano si pone subito alla testa della classifica. Invece il bronzo di Atene, Karpov, lascia la gara dopo un deludente 11"83. Durante la prova di salto in lungo Tom Pappas, reduce da un infortunio al piede di stacco, accusa un dolore e abbandona. L'americano è sfortunato ai Giochi: anche quattro anni prima si era ritirato per un infortunio. Clay invece è in stato di grazia: stabilisce il record personale nel peso (16,27) e termina la prima giornata con un punteggio-record di 4521, con oltre 90 punti di vantaggio sul bielorusso Kraŭčanka (4433). Il campione in carica Sebrle è quinto con 4312.
Nella seconda giornata le condizioni meteorologiche sono decisamente migliori. Clay continua la sua corsa verso la vittoria senza sbagliare una gara. All'ultima prova si accontenta di arrivare al traguardo (5'06"59). Invece è battaglia per il secondo posto tra Kraŭčanka (4'27"47) e Suárez (4'29"17). Prevale il bielorusso; il cubano si consola con il record nazionale. Sebrle conclude al sesto posto con 8241 punti.
Il margine tra il primo e il secondo classificato, 240 punti, è il più ampio dal 1972.
Clay ha vinto con un punteggio più basso di quello che ottenne nel 2004 (8820), quando invece arrivò secondo.

## Classifica finale
| Pos | Paese                                                          | Atleta                                  | Punti                                             |
| --- | -------------------------------------------------------------- | --------------------------------------- | ------------------------------------------------- |
|     | Stati Uniti                                                    | Bryan Clay                              | 8.791                                             |
|     | CORSE 100 m: 10"44 400 m: 48"92 110 ost. 13"93 1500 m: 5'06"59 | SALTI Alto: 1,99 Asta: 5,00 Lungo: 7,78 | LANCI Peso: 16,27 Disco: 53,79 Giavellotto: 70,97 |
|     | Bielorussia                                                    | Andrėj Kraŭčanka                        | 8.551                                             |
|     | Cuba                                                           | Leonel Suárez                           | 8.527                                             |
| 4   | Russia                                                         | Aleksandr Pogorelov                     | 8.328                                             |
| 5   | Francia                                                        | Romain Barras                           | 8.253                                             |
| 6   | Rep. Ceca                                                      | Roman Šebrle                            | 8.241                                             |
| 7   | Ucraina                                                        | Oleksij Kasyanov                        | 8.238                                             |
| 8   | Germania                                                       | André Niklaus                           | 8.220                                             |